# Армения на «Евровидении-2020»
Армения должна принять участие в песенном конкурсе Евровидение 2020. Общественное телевидение Армении организовало национальный финал для выбора представителя от страны. Победителем стала Атена Манукян с песней «Chains On You». Тем не менее, финальная часть конкурса, которая должна была пройти в Роттердаме с 12 по 16 мая, была отменена из-за пандемии COVID-19.

## Предыстория
До этого Армения тринадцать раз приняла участие в песенном конкурсе «Евровидение» с момента своего первого участия в 2006 году. Самым лучшим результатом Армении на конкурсе, на данный момент, является четвертое место, чего она добилась два раза: в 2008 году с песней «Qélé, Qélé» в исполнении Сирушо и в 2014 с песней «Not Alone» в исполнении Арама mp3. Армения не смогла пройти в финал три раза в 2011, 2018 и 2019 годах. Армения отказалась от участия в конкурсе в 2012 году из-за давних трений с принимающей страной Азербайджаном. В 2016 году Ивета Мукучян с песней «LoveWave» заняла седьмое место в финале. В 2017 году Арцвик с песней «Fly With Me» набрала 79 очков и заняла 18 место в финале.
Армянский национальный вещатель, общественное телевидение Армении (AMPTV), транслировало данное мероприятие на территории Армении и организовало процесс отбора для выбора представителя на Евровидении. Армения подтвердила свое в песенном конкурсе «Евровидение-2020» 29 октября 2019 года. В прошлом Армения использовала различные методы для выбора представителя, такие как прямой телевизионный национальный финал, чтобы выбрать исполнителя или песню для участия в Евровидении. В 2017 AMPTV объявила о запуске нового национального отбора Depi Evratesil («Навстречу Евровидению») для выбора артиста, который представит Армению на конкурсе. 5 ноября AMPTV объявила, что Depi Evratesil будет организован снова в 2020 году

## Национальный отбор
Певцы и авторы отправлять свои заявки на участие в отборе в период с 5 ноября 2019 года по 31 декабря 2019 года. Из всех 53 песен, представленных на конкурс AMPTV, жюри отобрало 12 песен для участия в конкурсе, а отобранные участники были объявлены 28 января 2020 года. В состав отборочного жюри вошли Наира Гурджинян, Анита Ахвердян, Лилия Никоян, Рубен Бабаян, Вардан Акопян, Тигран Даниелян, Давид Церунян, Карен Татарян и Ануш Тер-Гукасян. Конкурсные песни были презентованы 5 февраля 2020 года.
| Певец                      | Песня                    | Авторы                                                        |
| -------------------------- | ------------------------ | ------------------------------------------------------------- |
| Agop                       | Butterflies              | Haik Solar, Arni Rock, Dzovinar Мелком Мелкомян               |
| Arthur Aleq                | Heaven                   | Arthur Aleq                                                   |
| Атена Манукян              | Chains On You            | Athena Manoukian, DJ Paco                                     |
| ERNA                       | Life Faces               | Заруи Петросян, Зарине Мхитарян                               |
| EVA Rida                   | No Love                  | EVA Rida                                                      |
| Gabriel Jeeg               | Its Your Turn            | Gabriel Jeeg, Тигран Атаян                                    |
| Hayk Music                 | What It Is To Be In Love | Hayk Music                                                    |
| Karina EVN                 | Why                      | Edward Meison                                                 |
| Мириам Багдасарян          | Run Away                 | Dan Cinelli, Мириам Багдасарян                                |
| Сергей и Николай Арутюновы | Ha, Take A Step          | Сергей Арутюнов, Николай Арутюнов                             |
| TOKIONINE                  | Save Me                  | TOKIONINE,George Brainshaker, Вова Бахманян, Сюзанна Ханзадян |
| Владимир Арзуманян         | Whats Going On Mama      | Мартин Мирзоян, Григор Кекчян                                 |

Финал национального отбора состоялся 15 февраля 2020 года, в нём приняли участие 12 песен и исполнителей. Победитель определялся по итогам голосования международного жюри, армянского жюри и СМС-голосования телезрителей. В итоге победителем стала греческая певица Атена Манукян.

## Финальная часть
13 марта 2020 года был представлен клип на песню «Chains On You», с которой Атена Манукян должна была представлять страну в финальной части конкурса. Режиссёром видеоработы стал Артур Манукян.
Вследствие распространения коронавируса в Европе конкурс Евровидение-2020 был отменён. 16 мая организаторы представили шоу-программу «Europe Shine a Light», в которой были показаны лучшие выступления предыдущих лет, а также добавлены видеообращения артистов, которые должны были участвовать в конкурсе в 2020 году. В своей речи Атена Манукян сказала: «Я надеюсь, что вы все здоровы и в безопасности. Может показаться, что вы окованы цепью, но сейчас самое время сохранить свои драгоценные бриллианты. Пусть они сверкают на вас в нужное время. Не забывайте: это кажется невозможным, пока не будет сделано. Я уверена, что мы встретимся очень скоро. Будьте здоровым. Я люблю вас». В завершение концерта Атена вместе с другими победителями национальных отборов спела песню «Love Shine a Light».